# 21936 Раян
21936 Райан (21936 Ryan) — астероїд головного поясу, відкритий 4 листопада 1999 року.
Тіссеранів параметр щодо Юпітера — 3,617.